# Aoede (maan)
Aoede (Grieks Αοιδή) of Jupiter XLI is een natuurlijke maan van Jupiter die behoort tot de Pasiphaëgroep.
De maan werd ontdekt door een team van astronomen van de Universiteit van Hawaï, geleid door Scott S. Sheppard in 2003. De maan kreeg de tijdelijke aanduiding S/2003 J 7.
Aoede heeft een diameter van ongeveer 4 kilometer, en cirkelt om Jupiter op een gemiddelde afstand van 23,974 Gm in 761,41 dagen. Dit gebeurt bij een glooiingshoek van 158° tot de ecliptica (162° van Jupiters evenaar), in een retrograde richting met een excentriciteit van 0,4325. Aoede staat met een afstand van 22,8 tot 24,1 Gm tot Jupiter.
De maan kreeg zijn naam in maart 2005 en werd vernoemd naar Aoede, een van de drie originele muzen. Aoede was de muze van de zang en de dochter van Zeus